# Diphyllobothriidea
Ordre
Les Diphyllobothriidea sont un ordre de vers plats parasites de la classe des Cestodes (sous-classe des Eucestoda).

## Description
Les espèces de l'ordre des Diphyllobothriidea sont des cestodes de taille moyenne à grande et dont les adultes se retrouvent dans les intestins des tétrapodes et le plus souvent des mammifères. 

## Systématique
Le nom valide complet avec auteur de ce taxon est Diphyllobothriidea Kuchta (d), Scholz (d), Brabec (d) & Bray (d), 2008,.
Diphyllobothriidea a pour synonyme Pseudophyllidea Carus, 1863.

### Liste des familles
Selon la base de données World Register of Marine Species (22 février 2024), l'ordre des Diphyllobothriidea regroupe les familles suivantes :
- la famille des Cephalochlamydidae Yamaguti, 1959
- la famille des Diphyllobothriidae Lühe, 1910
- la famille des Solenophoridae Monticelli & Crety, 1891

La famille des Scyphocephalidae Freze, 1974 est un synonyme de Solenophoridae Monticelli & Crety, 1891.

### Publication originale
(en) Roman Kuchta, Tomáš Scholz, Jan Brabec et Rodney Alan Bray, « Suppression of the tapeworm order Pseudophyllidea (Platyhelminthes: Eucestoda) and the proposal of two new orders, Bothriocephalidea and Diphyllobothriidea », International Journal for Parasitology, Royaume-Uni, vol. 38, no 1,‎ janvier 2008, p. 49-55 (ISSN 0020-7519, e-ISSN 1879-0135, DOI 10.1016/j.ijpara.2007.08.005, lire en ligne, consulté le 22 février 2024). 